# Eliseo Mendoza Berrueto
Eliseo Francisco Mendoza Berrueto (San Pedro de las Colonias, Coahuila; 13 de abril de 1931-Saltillo, Coahuila; 17 de mayo de 2022) fue un economista, profesor y político mexicano, miembro del Partido Revolucionario Institucional. Fue gobernador de Coahuila entre 1987 y 1993.

## Educación y trayectoria
La instrucción primaria la realizó en la escuela Anexa de Saltillo. Profesor de Educación Primaria por la Benemérita Escuela Normal de Coahuila (1950). Licenciado en Economía por la Escuela Nacional de Economía de la Universidad Nacional Autónoma de México (1961). Diplomado en planeación económica y cuentas nacionales por el Instituto de Estudios Sociales de La Haya (1962); estudió planeación regional en Francia (1966). Profesor del Instituto Politécnico Nacional (1958 – 1959), de la Universidad de Guadalajara (1964 – 1966) y de El Colegio de México (1966 – 1970). Fue investigador del Instituto de Economía de los Países Bajos.
Falleció en la ciudad de Saltillo, Coahuila, el 17 de mayo de 2022 a los 91 años de edad.

## Cargos políticos
Fue jefe de la sección de estadística de la Dirección de Fomento Cooperativo (1953 – 1956), investigador del Banco Mexicano de Comercio Exterior (1958 – 1959), subjefe administrativo del Banco Nacional de Crédito Ejidal, programador administrativo del Banco Agrario de La Laguna (1960), director de Planeación Económica y Social del Plan Lerma (1963 – 1966), secretario técnico del Instituto de Estudios Políticos, Económicos y Sociales del PRI (1970), delegado del PRI en Tamaulipas y Baja California, presidente de la Confederación Nacional Campesina (1977), Subsecretario de Comercio (1970 – 1976), senador por Coahuila (1976 – 1982), subsecretario de Educación Superior (1978 – 1982), subsecretario de Energía y Minas e Industria Paraestatal (1982 – 1985), diputado federal por el primer distrito de Coahuila (1985 –1987), presidente de la Gran Comisión de la H. Cámara de Diputados. Gobernador de Coahuila (1987 – 1993), diputado local y presidente de la Junta de Gobierno en la LIX Legislatura del Congreso del Estado de Coahuila (2012-2014).

## Reconocimientos
Durante su administración promovió la construcción de la autopista de Saltillo a Torreón, el libramiento “Los Chorros” y la carretera de San Pedro a Laguna del Rey, así como obras de electrificación en el desierto.
Fue autor de numerosos trabajos de carácter económico y político destacado: Temas contemporáneos, Historia de los programas federales para el desarrollo económico de la Frontera Norte (1979), Apuntes Universitario (1980), El Presidencialismo mexicano (1996), Actitudes revolucionarias, La Convención de Aguascalientes, Entre otros. Miembro del Colegio de Economistas Revolucionarios de la República Mexicana. Pertenece a las sociedades Interamericanas de Planificación, Mexicana de Geografía Estadística y Mexicana de Planificación.
Recibió reconocimientos nacionales e internacionales entre los que destacan condecoraciones de Gran Bretaña, Francia, Irán y Egipto.